# Pano Polemidia
Pano Polemidia (griechisch Πάνω Πολεμίδια; türkisch Yukarı Binatlı) ist eine Gemeinde im Bezirk Limassol in der Republik Zypern. Bei der Volkszählung im Jahr 2021 hatte sie 3419 Einwohner.

## Name
Der Name des Dorfes, wie auch der Name Kato Polemidia, ist auf den laubabwerfenden Polemidkia-Baum (Mispel) zurückzuführen, der auf Zypern selten vorkommt. Die Früchte dieses Baumes werden Pomelidkia oder Pomelidkia genannt.

## Lage und Umgebung

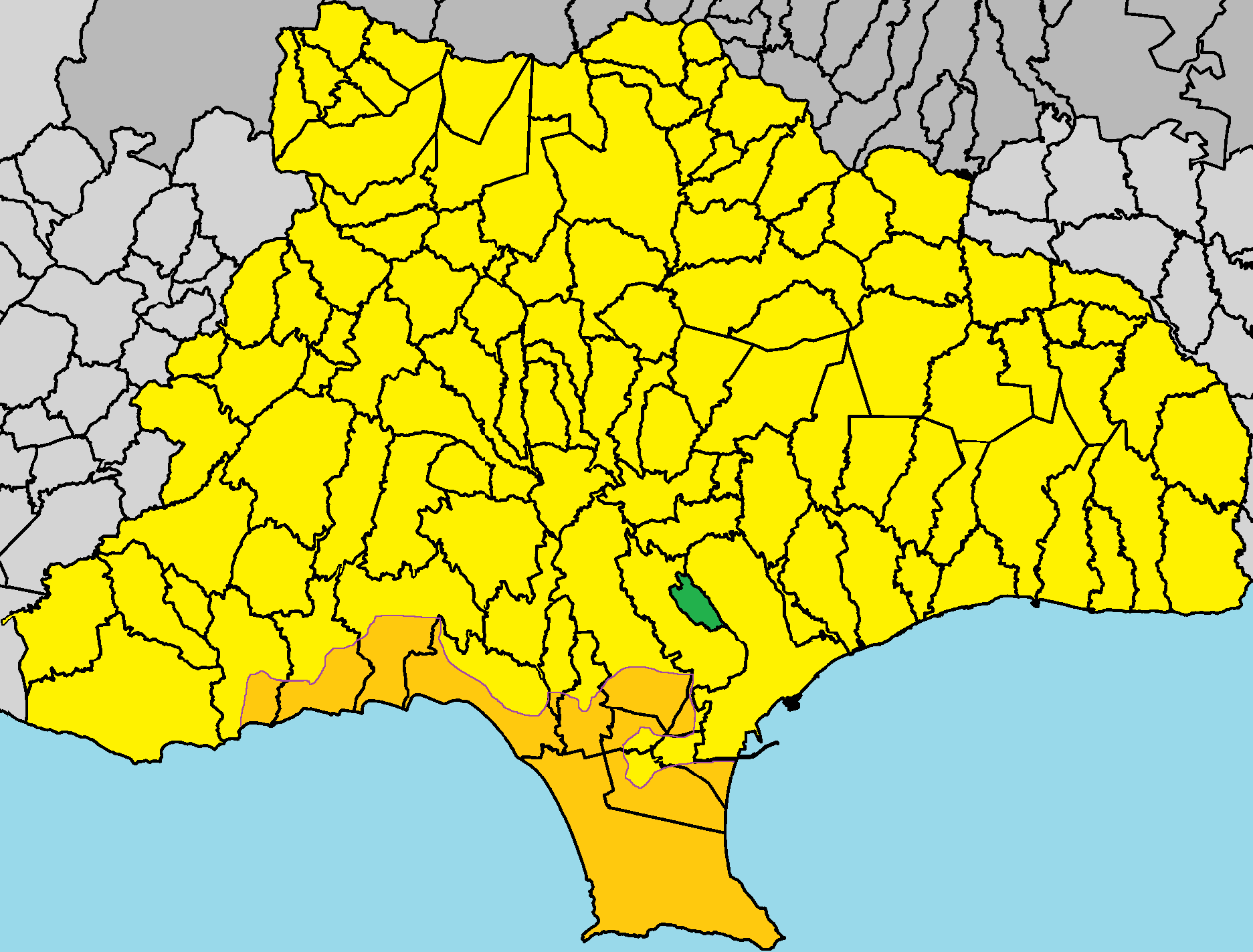
Lage im Bezirk Limassol

Pano Polemidia liegt im Süden der Mittelmeerinsel Zypern auf einer Höhe von etwa 80 Metern, etwa 6 Kilometer nordwestlich von Limassol. Die Höhe nimmt von Süden nach Norden zu, wo sie 260 Meter erreicht. Der Fluss Garyllis fließt durch das Dorf. Das 3,73711 Quadratkilometer große Dorf grenzt im Süden, Westen und Norden an Kato Polemidia und im Osten an die Gemeinde Limassol.
Pano Polemidia erhält eine jährliche Niederschlagsmenge von rund 440 Millimetern. In der Umgebung werden Wein- und Tafelsorten, Johannisbrot, Getreide, Heilpflanzen und einige Gemüse- und Hülsenfrüchte angebaut.

## Geschichte
Polemidia wird in vielen mittelalterlichen Quellen erwähnt, in denen jedoch nicht zwischen Kato- und Pano Polemidia unterschieden wird. Die Existenz einer Karmeliterkirche in Pano Polemidia, das einst ein Kloster war, zeigt, dass Pano Polemidia in fränkischer Zeit zum Orden der Karmeliter gehörte.
Im Jahr 2011 wurde unter den Bewohnern des Dorfes ein Referendum für die Aufnahme von Pano Polemidia in die Gemeinde Kato Polemidia abgehalten. Das Urteil der Anwohner fiel negativ aus.

### Bevölkerungsentwicklung
Laut den in Zypern durchgeführten Volkszählungen bestand die überwiegende Mehrheit der Bevölkerung des Dorfes bis 1974 aus türkischen Zyprioten. Während der türkischen Invasion 1974 wurden die türkisch-zypriotischen Bewohner des Dorfes zum britischen Stützpunkt Akrotiri verlegt. Sie blieben dort bis Januar 1975, als sie im Rahmen des Bevölkerungsaustausches in den nördlichen Teil Zyperns verlegt wurden.
Das Dorf wurde ursprünglich von griechisch-zypriotischen Flüchtlingen aus dem nördlichen Teil der Insel bewohnt, hauptsächlich von Argaki und Kato Zodia, die in reparierten türkisch-zypriotischen Häusern lebten. Anschließend wurden in dem Dorf fünf Flüchtlingsselbstwohnungssiedlungen geschaffen, in denen sich griechisch-zypriotische Flüchtlinge ansiedelten. Dies führte zu einem starken Anstieg der Bevölkerung des Dorfes.
In den Volkszählungen von 1881 und 1891 wurden die Einwohner von Pano Polemidia zusammen mit den Einwohnern von Kato Polemidia gezählt.
Die folgende Tabelle zeigt die Bevölkerung von Pano Polemidia, wie sie in den in Zypern durchgeführten Volkszählungen erfasst wurde.
| Jahr      | 1901 | 1911 | 1921 | 1931 | 1946 | 1960 | 1976 | 1982 | 1992 | 2001 | 2011 | 2021 |
| Einwohner | 121  | 95   | 100  | 94   | 154  | 216  | 298  | 3561 | 3703 | 3741 | 3740 | 3419 |